# La bohème
La bohème je opera v štirih dejanjih Giacoma Puccinija. Libreto sta po romanu Henrija Murgerja La vie de Bohème napisala Giuseppe Giacosa in Luigi Illica. Krstna predstava je bila 1. februarja 1896 v Torinu, dirigiral je Arturo Toscanini.

## Osebe
- Rudolf, pesnik - tenor
- Marcel, slikar - bariton
- Schaunard, glasbenik - bariton
- Colline, filozof - bas
- Mimì, šivilja in pletilja - sopran
- Musetta - sopran
- Monsieur Benoît, hišni gospodar - bas
- Alcindoro, Musettin spremljevalec, mestni svetnik - bas
- dijaki, šivilje, meščani, prodajalci in krošnjarji, vojaki, natakarji, otroci.

## Vsebina
Godi se v Parizu okrog leta 1830.

### Prvo dejanje
V mrzli in prazni mansardi živita pesnik Rudolf in slikar Marcel. Za prvo silo si grejeta sobo z »nesmrtnimi« svojimi pesnitvami in podobami. Na »večerjo« pridrvita še filozof Colline in glasbenik Schaunard. Sredi petja jih zmoti trkanje gospodarja, ki bi rad najemnino, pa ga veseljaki upijanijo in s hrupom in vikom ogorčeno odstranijo. Čas je, da gredo v kavarno »Momus«. Samo Rudolf bi rad še ostal; napisati mora še članek.
Ko sede k mizi, ga zmoti rahlo trkanje po vratih. Njegova soseda Mimi ga prosi za luč. Pri odpiranju vrat pa sapa ugasne vse sveče in Mimi zgubi še svoj ključ. Obema postane jasno, da je pripetljaj usoden in da bosta ostala skupaj. Nestrpno ju kličejo spodaj prijatelji. Srečna v ljubezni gresta zaljubljenca v kavarno »Momus«.

### Drugo dejanje
Pred kavarno »Momus«, v latinski četrti, je živahno. Rudolf kupi za Mimi rožnato nočno čepico. Nato sede vsa družba k mizi pred kavarno. Med gosti se pojavi nova dvojica, in sicer Musetta s svojim novim prijateljem. Musetta je pravzaprav Marcelova prijateljica, toda ker se stalno prepirata, mu je Musetta ušla. Marcel je ves iz sebe, ko jo ugleda zdaj z drugim, in se sploh ne more več obvladati, ko jim zapoje Musetta objesten valček. Nenadno popadejo Musetto na nogi hude bolečine; ko odhiti njen Alcindoro k bližnjemu čevljarju z njenim čevljem na popravilo, plane z vzklikom veselja Marcelu v naročje. Krog prijateljev je spet polno številen.
Za spomin pa prepustijo neplačani račun presenečenemu kavalirju in jo prešerno potegnejo z mimoidočo vojaško godbo.

### Tretje dejanje
V hudi zimi si borno služi svoj kruh Marcel s tem, da poslikava neko beznico zunaj pri mestni mitnici. Bolna in zdelana pride Mimi in išče Rudolfa. Marcelu pripoveduje, da se je hotel Rudolf po mnogih ljubosumnih nastopih od nje ločiti. Oba sta nesrečna in Marcel bi rad pomagal. Tu stopi iz beznice Rudolf, Mimi se skrije za bližnje drevo. Tam sliši iz Rudolfovih ust vso grenko resnico: Mimi je smrtno bolna in on ne more trpeti, da bi hirala v tem siromaštvu. Oproščujoče plane Mimi v njegov objem; Marcel se umakne v hišo. Žalostno se poslavljata Mimi in Rudolf od ljubezni, sreče in sonca, Musetta pa Marcelu spet po divjem prepiru zbeži.

### Četrto dejanje
Umetniki si lajšajo stradanje s humorjem in si preganjajo čas z raznimi zabavami. Nenadoma pa vstopi v mansardo Musetta, za njo pride vsa onemogla Mimi. Brž jo spravi jo na ležišče in jo zavijejo v odeje. Toda Mimi treseta kašelj in mraz. Musetta brž steče, da bi izpolnila Mimi njeno najljubšo željo: za svoj zadnji denar ji kupi muf. Otožno se spominja Mimi lepih časov, ki sta jih preživela z Rudolfom skupaj. Tiho in nežno, kakor je živela, se loči njena duša od tega sveta.